# Joe Valachi

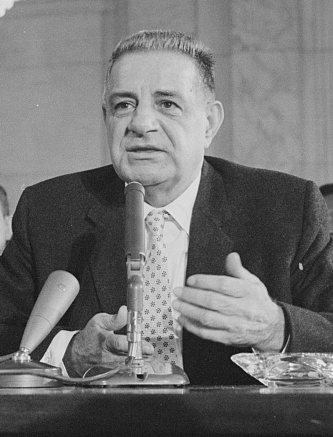
Joe Valachi (1963)

Joseph Michael „Joe“ Valachi (* 22. September 1904 in East Harlem, New York City; † 3. April 1971 in El Paso, Texas) war ein US-amerikanischer Mafioso und wird der sogenannten „Genovese-Familie“ in New York City zugerechnet.
Allgemein bekannt wurde er durch den Umstand, dass er im Prinzip der erste Angehörige der amerikanischen Cosa Nostra war, der das Gebot des Schweigens – die Omertà – brach und als Kronzeuge im Oktober 1963 Aussagen vor einem Untersuchungsausschuss des Kongresses der Vereinigten Staaten tätigte.

## Leben

### Frühe Jahre
Joseph Michael Valachi war der Sohn von Maria und Dominick Valachi, die von Neapel nach New York City emigriert waren. Er war eines von 17 Kindern, die Familie war dementsprechend arm und nahm was sie kriegen konnte, wozu wohl auch illegale Aktivitäten gehörten. So wurde sein jüngerer Bruder Johnny eines Tages tot in der Straße gefunden, und es blieb unklar, ob er Opfer eines Unfalls geworden war oder etwa die Polizei ihn zu Tode geprügelt hatte.
Sein ältester Bruder Anthony Valachi, zwei weitere Geschwister und seine Großmutter wurden in eine Heilanstalt eingewiesen. Im Alter von elf Jahren warf er mit einem Stein nach seinem Lehrer, und Valachi kam auf eine Reformschule für schwierige Kinder. Mit 15 verließ er die Schule und arbeitete mit seinem Vater in der 107 Street nahe dem East River bei den Müllwerkern.
Mit 18 wurde er Mitglied einer Straßenbande, die wegen ihres geschickten Vorgehens die „Minute Men“ genannt wurden, und Valachi war auf diese Weise die folgenden vier Jahre in hunderte von Diebstählen verstrickt, ohne vor dem Gesetz zur Rechenschaft gezogen zu werden.
Das änderte sich jedoch, als er im August 1923 in ein Geschäft einbrach; er wurde von der Polizei gestellt und dabei in den Arm geschossen. Am 26. Oktober 1923 musste er seine erste neunmonatige Haftstrafe in Sing Sing antreten. Als er entlassen wurde, nahm er zwar seine Karriere als Einbrecher wieder auf, begründete aber seine eigene kleine Gruppe. Allerdings wurde er bei einem Einbruch erneut von der Polizei entdeckt. Bei der Verfolgung traf ihn eine Kugel am Kopf, und er musste sich von einem (in seinen Kreisen einschlägig bekannten) „Untergrund-Doktor“ behandeln lassen, der gegen Bezahlung Schusswunden nicht an die Polizei meldete.
Nachdem er sich erholt hatte, versuchte er, mit anderen nun einen Raubüberfall im "oberen" Manhattan durchzuziehen, und obwohl die Flucht gelang, konnte die Polizei die Spur zu Valachi zurückverfolgen, so dass er im April 1925 erneut in Sing Sing zur Verbüßung einer dreijährigen Haftstrafe eingeliefert wurde.
Nach kurzer Zeit in Haft wurde er von Peter LaTempa attackiert, der ihn von hinten mit dem Messer fast tödlich verletzte. 18 Stiche waren nötig, um die Wunde zu schließen. Hintergrund war der Umstand, dass die Gruppe um Ciro Terranova Valachi als Fahrer eines Wagens erkannt haben wollte, der an einem (opferlosen) Drive-by-Shooting einige Monate vor seinem Haftantritt in dem Gebiet der Sizilianer verwickelt war. Valachi hat seine Beteiligung an dieser Aktion immer bestritten. Hintergrund der Verdächtigung war seine Tätigkeit als Fluchtfahrer für eine irische Bande, was ihn in den Augen traditioneller Mustache Petes suspekt machte. Durch die Vermittlung von Dominick „The Gap“ Petrilli wurde zwar dieser Irrtum ausgeräumt, aber Valachi hat dieses Attentat dem Auftraggeber Ciro Terranova nie verziehen.
Dieser fast tödliche Anschlag veränderte sein Leben. Nicht nur, dass er nun Lesen und Schreiben lernte und seinen Schulabschluss nachholte, er kam nun auch in Kontakt mit Alessandro Vollero, welcher eine lebenslange Haftstrafe absaß, weil er 1916 den (Stief)-Bruder von Ciro Terranova, Nicholas Morello, im Mafia-Camorra-Krieg hatte umbringen lassen. Dieser führte ihn nun in die Geheimnisse des organisierten Verbrechens italienischer Prägung ein, wozu auch die wichtige Unterscheidung zwischen Sizilianern und Nicht-Sizilianern zählte.
Am 15. Juni 1928 wurde Valachi entlassen, war zunächst wieder als Dieb und Einbrecher tätig und scharte erneut eine kleine Gruppe um sich; aus „Einsätzen“ von zwei bis drei Nächten konnte diese jeweils ein Einkommen von bis zu 1.500 Dollar pro Kopf erzielen.

### Kontakt mit der Cosa Nostra
Über Dominick Petrilli wurde auch der Kontakt zu Girolama Santucci vermittelt, besser bekannt als Bobby Doyle, der ihn wiederum mit Gaetano „Tommy“ Gagliano bekannt machte, wodurch Valachis Karriere eines einfachen Diebes endete und eine als Mobster und Mafioso in der Cosa Nostra begann. Gemeinsam mit Gagliano verübte er zahlreiche Einbrüche und bewaffnete Überfälle.
Am 5. November 1930 war Valachi mutmaßlich an der Ermordung von Alfred Mineo und Steve Ferrigno beteiligt, was zunächst eine entscheidende Wende im Krieg von Castellammare brachte. Er wurde der Partner von Anthony Strollo und Bobby Doyle; das Trio stieg in das Glücksspiel ein, und sie begannen zunächst mit dem Betrieb von 20 Glücksspielautomaten. Als Lucky Luciano Probleme mit Michael „Little Apples“ Reggione bekam, waren es Joe Valachi und Peter Maione, die zusammen Reggione ermordeten.
Am 18. September 1932 heiratete Joe Valachi, und seine Hochzeit war einer der wenigen öffentlichen Auftritte, auf denen sein Jugendfreund Gaetano Gagliano, Boss einer der Fünf Familien, je zu sehen war.
Valachi war weiterhin Partner von Anthony Strollo. Als dieser auch einige Nachtclubs in Greenwich Village betrieb, erhielt er den Greenwich Village. Am 20. September 1952 wurde Eugenio Giannini auf Strollos Anweisung von Valachi, Fiore Siano sowie Joseph und Pasquale Pagano in East Harlem ermordet. Im Nachtclub von Valachi wurde Stephen Franse durch Valachi am 19. Juni 1953 zu Tode stranguliert, weil er in Verdacht stand, ein Informant der Polizei gewesen zu sein.
Im Gefängnis traf er auch auf Vito Genovese, der zu der Auffassung kam, Valachi sei ein Informant der Regierung. Als Joseph Saupp in seine Zelle verlegt wurde, hielt er diesen fälschlicherweise für einen Vertrauten von Genovese, der gekommen war, ihn zu ermorden, und erschlug diesen. Da er nun befürchten musste, dafür zum Tode verurteilt zu werden, suchte er offensichtlich einen Deal mit der Justiz.

### Pentito
Valachi war der erste Angehörige der Cosa Nostra, der als Pentito die Existenz organisierten Verbrechens in den USA zugab und damit gegen eine der Hauptregeln – das Schweigen („Omertà“) – verstoßen hatte. Damit wurde die Bezeichnung „La Cosa Nostra“ zum ersten Mal öffentlich verwendet.
Ursprünglich wollte Valachi nur Aussagen zum Drogenhandel machen, aber der Justizminister Robert F. Kennedy ließ Valachi auch über die Organisation der kriminellen Sizilianer befragen. Statt vor Gericht zitierte Kennedy Valachi dann aber vor den Kongress der Vereinigten Staaten, und seine Aussagen fanden im Rahmen einer Anhörung im Oktober 1963 statt. Das Besondere an der Anhörung war, dass Kennedy auch Film- und Fernsehkameras zuließ, um eine breite Öffentlichkeit zu erreichen.
Unter anderem gab Valachi während der Anhörung an, dass der am 17. Juni 1957 von unbekannten Killern vor einem Obst- und Gemüseladen erschossene Francesco Scalice im Auftrag von Albert Anastasia ermordet worden sei. Einer der direkt Beteiligten soll Jimmy Squillante gewesen sein. Laut Valachi beschuldigte Anastasia diesen, „Handel“ mit der Mitgliedschaft in der Cosa Nostra getrieben zu haben: Gangster zahlten demnach Scalice 50.000 US-Dollar, statt sich durch einen Mord zu „bewähren“.
Mit der Hilfe Valachis konnten 317 Mitglieder der Cosa Nostra identifiziert und entlarvt werden; allein in den drei Jahren von 1963 bis 1966 wurden durch seine Aussagen mehr Verurteilungen ausgesprochen als in den 30 Jahren zuvor.

“… a significant addition to the broad picture … gives meaning to much that we already know and brings the picture into sharper focus.”

„… eine erhebliche Ergänzung des großen Bildes … gibt vielem, was wir schon wissen, Bedeutung, und schärft unseren Blick für die Gesamtzusammenhänge.“

### Das Ende
Während seiner Aussagen vor dem Kongress war Valachi von bis zu 200 US-Marshals bewacht worden. 1966 unternahm er im Gefängnis einen Selbstmordversuch, der jedoch scheiterte. Valachi schrieb mithilfe des Journalisten Peter Maas seine Erinnerungen nieder, die Maas 1969 als „The Valachi Papers“ veröffentlichte.
Er starb am 3. April 1971 an einem Herzinfarkt und überlebte damit seinen vormaligen Boss Vito Genovese, der für die Ermordung Joe Valachis 100.000 Dollar Kopfgeld ausgesetzt hatte.

## Adaptionen
Auf Grundlage des Buches wurde 1972 der Film The Valachi Papers gedreht mit Charles Bronson als Joseph Valachi und Lino Ventura als Vito Genovese, Regisseur war Terence Young. Der Film stellt die von Valachi und Maas geschilderten Ereignisse jedoch stark vereinfacht dar.

## Dokumentationen
2012: Im Netz der Mafia – Die Geheimakten des FBI: Der Kronzeuge: Joe Valachi; Erstausstrahlung Deutschland (ZDF) 27. Mai 2013 (OT: Mafia’s Greatest Hits: Joseph Valachi; Erstausstrahlung UK 20. Juni 2012)

## Zitate
“In the circle in which I travel, a dumb man is more dangerous than a hundred rats.”

„In den Kreisen, in denen ich verkehre, ist ein schweigsamer [en: „dumb“ = urspr. „dumm“ aber auch – wie hier – „stumm“] Mann gefährlicher als hundert Ratten.“